# 法坪乡
法坪乡，是中华人民共和国四川省凉山彝族自治州会理市曾经下辖的一个乡。

## 行政区划
法坪乡撤销前下辖以下地区：
法科村、红安村和马龙村。